# Penitenciaría Iron Heights
La Penitenciaría Iron Heights (Cumbres de Hierro) es un escenario ficticio en el Universo DC Comics, se trata de una prisión de máxima seguridad que alberga a los muchos enemigos de Flash y criminales sobrehumanos de Ciudad Keystone y Ciudad Central cuando son capturados. Iron Heights apareció por primera vez en Flash: Iron Heights (2001).

## Historia ficticia
Ubicada a unas tres millas al norte de Keystone City, la penitenciaría de Iron Heights es conocida por el trato cruel de sus prisioneros. Bajo la despiadada autoridad del Guardián actual, Gregory Wolfe, un exfiscal de San Luis, Iron Heights se ha convertido en un "infierno" viviente para los que están en la prisión. Poseyendo un odio personal por los supervillanos, Wolfe instituyó un sistema de cierre en el edificio, y se ordenó a los guardias que dispararan a cualquier prisionero a la vista si intentaban escapar o si los atrapaban fuera de la prisión. Además, los prisioneros son golpeados a diario. Wolfe tiene la habilidad sobrehumana de tensar los músculos de los demás, que usa en los prisioneros, guardias e incluso Flash, haciéndolos sufrir calambres o molestias que los obligan a detenerse hasta que su poder se disipa.
Los presos supervillanos están encarcelados en un área conocida como "El Oleoducto". El Oleoducto es el sótano oscuro y húmedo de Iron Heights donde los prisioneros son tratados en condiciones de vida espantosas con poca comida o agua. Los prisioneros se mantienen en sus disfraces para que los guardias puedan identificarlos de inmediato. Los guardias tienen órdenes de disparar a cualquier "enmascarado" que se encuentre fuera del Oleoducto.
A pesar de estas duras condiciones y del despiadado guardián, se han producido fugas en Iron Heights. Se produjo un motín cuando Murmullo liberó un virus en la prisión, con la ayuda de La Herrera. El brote viral terminó matando a guardias y reclusos. Los criminales Murmullo, Pipeline, el Mago del Clima y Viga escaparon.
Gorilla Grodd también escapó cuando controló a los gorilas para liberarlo de su confinamiento, el ataque posterior provocó una fuga masiva ya que también se abrieron todas las demás celdas del Oleoducto.
Los Outsiders una vez irrumpieron en Iron Heights para rescatar a Relámpago Negro. No todo salió según lo planeado y, finalmente, los prisioneros pudieron usar sus habilidades nuevamente. Estallaron revueltas masivas y Wolfe lideró el escuadrón antidisturbios para tratar de rodear a todos. Cuando Wolfe intentó detener a los Outsiders usando sus poderes, Shift lanzó gases al aire para contrarrestarlo. Como resultado, Wolfe sufrió un colapso y aumentó la intensidad de su poder. Al hacerlo, mató a 44 personas, sin incluir a los Outsiders, que estaban protegidos por Shift.
Durante el evento "Blackest Night", Iron Heights se convierte en un campo de batalla entre los Renegados y sus miembros fallecidos, quienes son reanimados como miembros no muertos de los Black Lantern Corps.

## Personal
- Gregory Wolfe - Guardián

## Presos conocidos
Aquí están los presos conocidos de Iron Heights:
- Black Lightning
- Blacksmith
- Capitán Boomerang
- Capitán Frío
- Clay Parker
- Cicada
- Doctor Alquimia
- Double Down
- Eobard Thawne
- Fallout
- Girder
- Godspeed
- Gorilla Grodd
- Trickster (James Jesse)
- Murmur
- Peek-a-Boo
- Pied Piper
- Tar Pit
- Top
- Mago del Clima

## En otros medios

### Televisión
- Iron Heights aparece en la serie animada Batman: The Brave and the Bold. Algunos de sus reclusos incluyen Gorilla Grodd (en forma humana), Manta Negra, Rey Reloj, False-Face, Félix Fausto, Hombre Cometa, Sombrerero Loco, Jarvis Kord, los secuaces de Rey Reloj Tick y Tock, y personajes de la serie Batman de los años 60 (Archer, Black Widow, Bookworm, Louie the Lilac, Egghead, Rey Tut Dc, Ma Parker, Shame y Sirena).
- El Arrowverso muestra que Arrow y The Flash usan Iron Heights como la prisión estatal que tanto Oliver Queen / Green Arrow como Barry Allen / The Flash usan para albergar a criminales de Starling / Star City y Central City. Se ha mostrado que Iron Heights alberga a Moira Queen mientras ella esperaba su juicio y a Henry Allen después de que fue condenado por asesinar a su esposa, además de los muchos criminales que Green Arrow y Flash han encontrado.
  - Como se revela en Arrow, la prisión está más cerca de Starling que de Central, ya que fue afectada por el dispositivo sísmico de Malcolm Merlyn desde la primera temporada y luego fue completamente reconstruida en la segunda temporada. Aparte del terremoto, se describe que Iron Heights está mal administrado, ya que se ha observado que los guardias aceptan sobornos y ayudan en un asesinato dentro de la prisión, y parece que se producen fugas y disturbios. Laurel Lance luego afirma que no existe la custodia protectora en Iron Heights, aunque sí tenía un ala segura reservada para el Tramposo, ya que se consideraba demasiado peligroso para la contención regular.
  - Como se reveló en The Flash, Iron Heights inicialmente era incapaz de albergar a metahumanos y el remanente del acelerador de partículas de los laboratorios sirvió como una prisión improvisada para criminales metahumanos mientras en S.T.A.R. Labs trabajan para revertir sus mutaciones. Para la segunda temporada, la aceptación pública de los metahumanos ha resultado en el establecimiento de una nueva ala para los prisioneros metahumanos. Durante la cuarta temporada, Barry Allen está encarcelado en Iron Heights cuando es acusado de asesinar a Clifford DeVoe. Durante su tiempo en Iron Heights, Barry descubre que el Alcalde Gregory Wolfe está vendiendo metahumanos encarcelados a Amunet Black. Después de que Wolfe es asesinado por DeVoe, Del Toro asume el cargo de nuevo alcaide y busca limpiar el nombre de Iron Heights después de la corrupción de su predecesor. La quinta temporada muestra a Eobard Thawne encarcelado en el corredor de la muerte de Iron Heights en 2049.
- La Penitenciaría Iron Heights aparece en Scooby-Doo and Guess Who?, episodio "One Minute Mysteries!". Aquí es donde Flash encarcela a los villanos que operaban como los villanos de Scooby-Doo: Miner Forty-Niner de "Mine Your Own Business", el Fantasma del Capitán Cutler de "A Clue for Scooby-Doo", el Spooky Space Kook de su auto-episodio titulado, el Fantasma de Nieve de "That's Snow Ghost", el fantasma de Barbarroja de "Go Away Ghost Ship", el Caballero Negro de "What a Night for a Knight", el Doctor de "Decoy for a Dognapper", el Fantasma de "Hassle in the Castle", Charlie el Robot de "Foul Play in Funland" y The Creeper de "Jeepers, It's the Creeper!" Tras su derrota, Trickster es enviado a la Penitenciaría Iron Heights por Flash, donde Trickster complementa el disfraz de Creeper del Sr. Carswell.

### Película
La Penitenciaría de Iron Heights aparece en el DC Extended Universe. Se muestra por primera vez en la pantalla de Liga de la Justicia (2017), cuando Barry Allen visita a su padre encarcelado. Un letrero dentro de Iron Heights indica que se encuentra dentro de Ciudad Central, Ohio.

### Videojuego
La Penitenciaría Iron Heights aparece en el DLC Season of Infamy de Batman: Arkham Knight. Esta versión de Iron Heights sigue siendo una prisión, pero en forma de aeronave, que se estrelló en la bahía de Bleake Island cerca de Panessa Studios, donde Batman está listo para luchar contra Killer Croc.